# Léry (Quebec)
Léry é uma cidade localizada na província de Quebec no Canadá.